# Església de la Mare de Déu dels Àngels de Betxí
L'església de la Mare de Déu dels Àngels de Betxí, d'estil barroc, és un temple catòlic situat en el centre de la població i seu d'una parròquia del bisbat de Sogorb-Castelló.

## Història
Sense notícies de les anteriors edificacions, pareix probable que la primera església se situara en el mateix lloc on es trobava la mesquita. L'església passa a jurisdicció del bisbat de Saragossa quan en 1272 Arnau de Jardí, bisbe d Tortosa li feu donació. En 1577 passa a Terol, quan es crea el bisbat, i en 1960 canvia al bisbat de Sogorb-Castelló, quan es produeix la reordenació dels bisbats espanyols promoguda pel Concordat del 1953.
En les darreries del segle xvii, amb greus deficiències en l'edifici i amb un impuls constructiu motivat pel Concili de Trento, el 16 d'agost de 1694 s'inicia la construcció de la nova església, que es finalitza el 13 d'agost de 1704, quan es trasllada el Santíssim Sagrament. Durant el segle xviii es completa la decoració interior del temple.
Durant la guerra civil sofrí importants destrosses que obligaren a realitzar reparacions en 1955, especialment en la decoració interior. En 2002-2003 s'efectua una rehabilitació de l'interior.

## Arquitectura

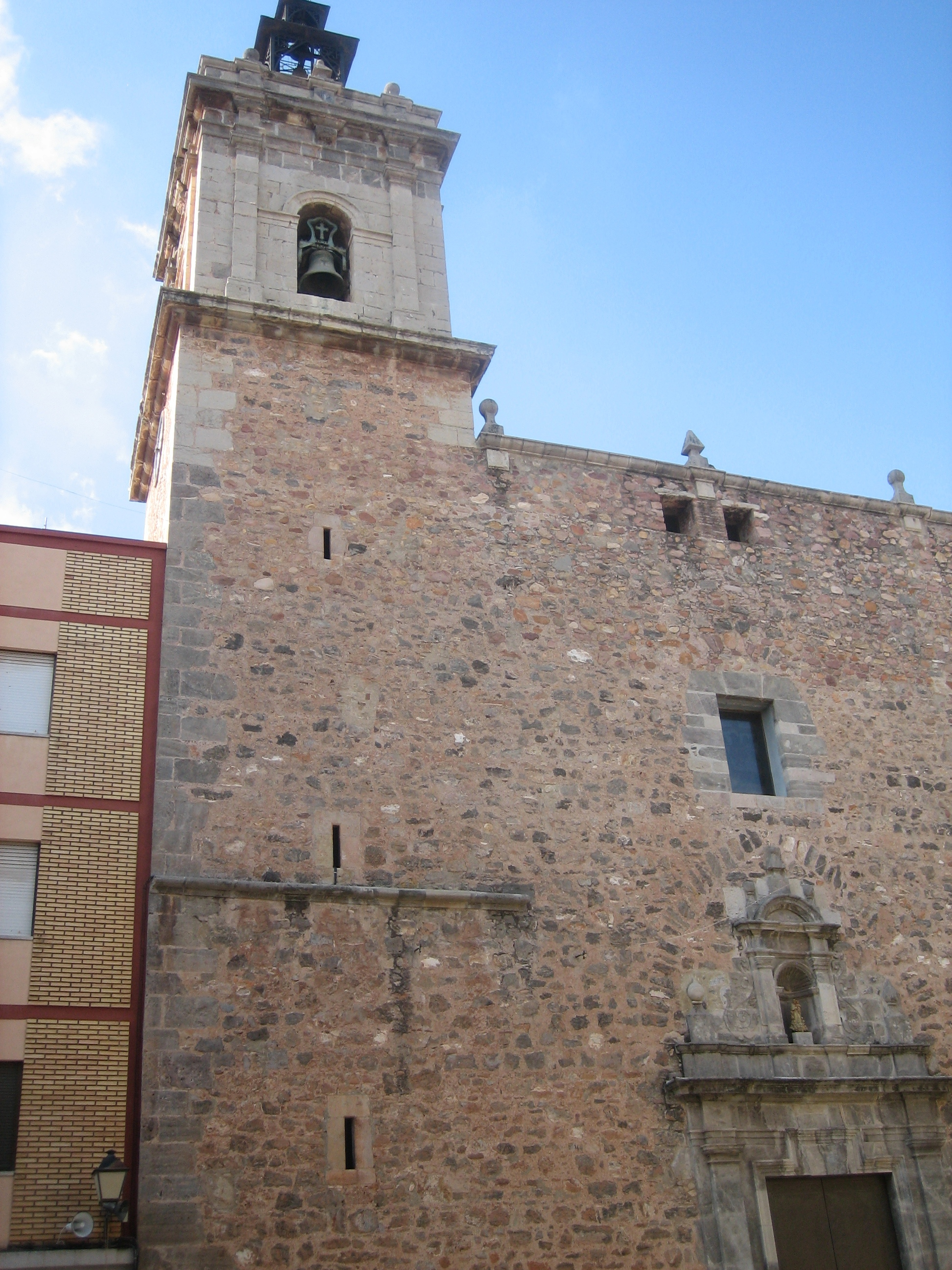
Campanar

### Estructura
El temple té planta rectangular amb una única nau de quatre trams amb llunetes i presbiteri amb capçalera plana i sense creuer, tot cobert de volta de canó, capelles entre els contraforts cobertes amb volta bufada, cor alt als peus de la nau i, darrere l'altar major la capella de la Comunió, tipus transagrari.
La capella té planta rectangular amb tres trams, el central cobert per cúpula sobre petxines. L'accés es fa a través de dues portes situades en l'extrem de la capçalera del temple.
En l'interior, pilastres d'ordre compost sostenen un entaulament que envolta tot el perímetre de l'edifici, excepte l'absis, sostingut per mènsules unides per garlandes. Tant la volta del presbiteri com els arcs torals i formers estan coberts per cassetons amb motius florals. Pintures al·lusives als misteris de la Verge es troben en els trams de la volta de la nau. La decoració amb estucs per tot el temple, amb motius florals i caps d'angelets, es relaciona amb altres esglésies de Terol, d'on vindrien els artistes.

### Portades
La portada principal, als peus de l'església, està centrada en una façana alta amb una finestra en el centre per donar llum a la nau, rematada per una cornisa horitzontal adornada per pinacles. La portada té un arc de llinda i els brancals motllurats i està emmarcada per dues pilastres dòriques amb un pedestal alt que suporten un entaulament senzill, i el segon cos està format per una fornícula apetxinada amb la imatge de la Mare de Déu protegida per pilastres dòriques, i per damunt, després de l'entaulament, un frontó circular.
La portada lateral, al costat de l'Epístola, entre dos contraforts, és molt senzilla, amb arc de llinda de carreus.

### Campanar
La torre campanar, quadrada, de 30 m d'alçada i 6,20 m de costat, es troba adossada a l'església, i forma part de la façana, al costat de l'Evangeli. La torre té dos cossos separats per una àmplia motllura, el primer de maçoneria de pedra i queixals en els cantons, separat per la meitat per un cordó fi, i el segon és de carreus, amb una obertura de mig punt en cada cara, flanquejada per pilastres que arriben fins a la cornisa, la qual està rematada per pinacles esfèrics. Per damunt, una estructura metàl·lica.